# Альвеста
А́львеста (швед. Alvesta) — небольшой город и административный центр одноимённой коммуны в лене Крунуберг, в южной части Швеции. Расположен в 330 км к югу от Стокгольма, в 18 км к западу от центра лена города Векшё. Население — 8017 чел. (2010 г.)
Железнодорожная станция на магистрали Стокгольм—Мальмё.

## История
Альвеста возникла как небольшой посёлок в месте пересечений нескольких ж/д магистралей у северного берега озера Сален в 1900 году. В 1971 году Альвеста получила статус города.